# Мокрець (Курська область)
Мокрець (рос. Мокрец) — село в Горшеченському районі Курської області Російської Федерації.
Населення становить 138 осіб. Входить до складу муніципального утворення Нижньоборковська сільрада.

## Історія
Населений пункт розташований на території українського етнічного та культурного краю Східна Слобожанщина.
Від 2004 року входить до складу муніципального утворення Нижньоборковська сільрада.

## Населення
| 2002 | 2010 |
| ---- | ---- |
| 126  | ↗138 |